# Włocławker Togblat
Włocławker Togblat (jid. וולאצלאווקער טאגבּלאט, Dziennik Włocławski) – włocławski dziennik wydawany w języku jidysz w okresie międzywojennym.
Zaczął ukazywać się w 1919 r., oprócz Włocławka swoim zasięgiem obejmował również Płock i Kutno. W stosunkowo krótkim czasie zaprzestano wydawania tego czasopisma.